# Von Behring (Mondkrater)
Von Behring ist ein Einschlagkrater am östlichen Rand der Mondvorderseite, östlich des Kraters Langrenus und westlich von Kästner.
Der Krater ist mäßig erodiert.
Der Krater wurde 1979 von der IAU nach dem deutschen Bakteriologen und Nobelpreisträger Emil von Behring offiziell benannt.